# Иванов, Игорь Владимирович (сенатор)
Игорь Владимирович Иванов (род. 9 мая 1965) — российский политик, член Совета Федерации (2004—2006).

## Биография
Родился 9 мая 1965 года в городе Бийск (Алтайский край), проходил действительную военную службу в десантных войсках, участник боевых действий в Афганистане. С 1985 года — рабочий Владивостокского морского порта, в 1986 году начал плавать на судах компании «Дальморепродукт». С 1989 года входил в руководство различных кооперативных предприятий во Владивостоке, в 1991 году назначен заместителем директора торгово-промышленной компании «777», в 1993 году стал коммерческим директором ТОО «Легион». В 1994 году окончил Академию народного хозяйства при правительстве Российской Федерации по специальности «финансовый менеджер», в 1998 году — бакалавриат Дальневосточной государственной морской академии, в 2001 — Новый гуманитарный университет Натальи Нестеровой. Кандидат психологических наук. С 1993 по 2001 год занимал должность директора и заместителя директора по развитию ТОО «Сибиряки на Дальнем Востоке», одновременно с 1996 по 2001 год — председатель Совета директоров ОАО «Владхлеб». 18 сентября 2001 года назначен заместителем губернатора Приморского края.
28 января 2004 года наделён полномочиями члена Совета Федерации — представителя администрации Приморского края.
26 мая 2006 года Совет Федерации по инициативе спикера Сергея Миронова и на основании заявления самого И. В. Иванова досрочно прекратил его сенаторские полномочия (имя сенатора Иванова упоминалось в прессе в связи с расследованием злоупотреблений на Владивостокской таможне, но никаких обвинений прокуратура ему не предъявила).